# Otwieracz do konserw

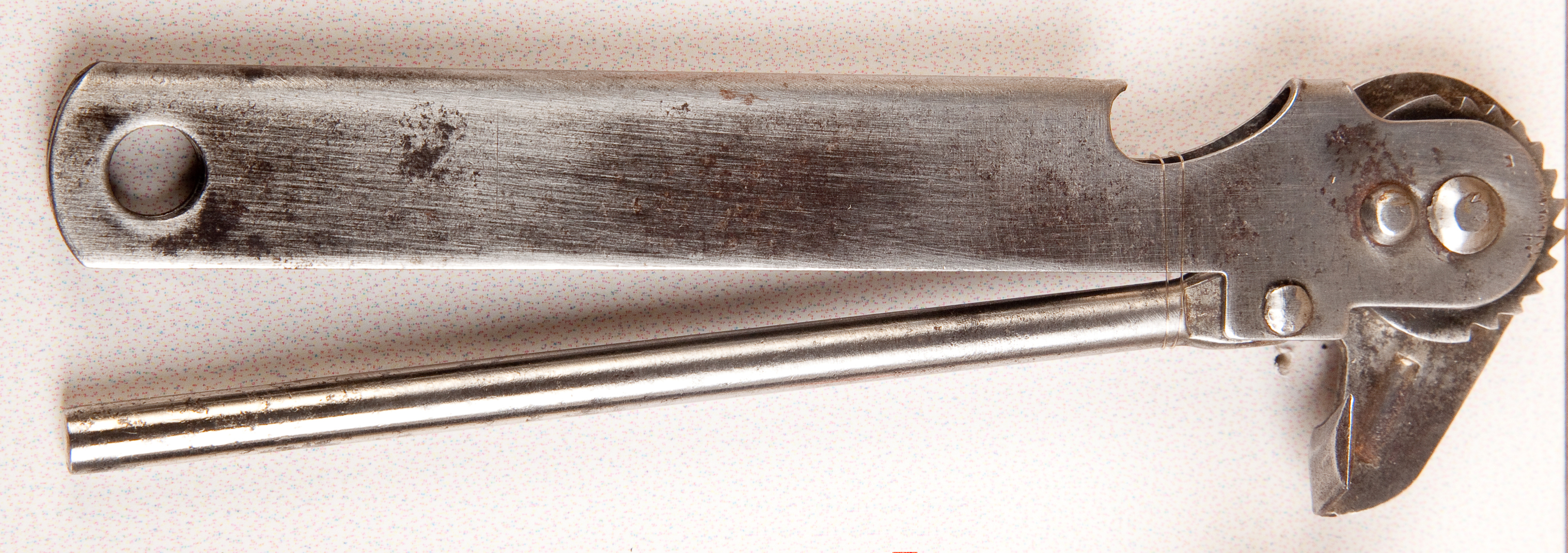
Otwieracz do konserw

Otwieracz do konserw – narzędzie służące do otwierania puszek (najczęściej konserw). Posiada ostrą krawędź którą wycina się wieczko puszki.
Pierwszy w świecie otwieracz do konserw skonstruował Anglik Robert Yeats w roku 1855. O wiele wygodniejsze urządzenie skonstruował w 1858 Ezra Warner. W roku 1931 skonstruowano pierwszy elektryczny otwieracz puszek. Puszkę niewymagającą otwieracza opracowano w 1959.